# Memorial Serra da Mesa
O Memorial Serra da Mesa tem como objetivo salvaguardar a história da região impactada pela construção do lago, promover a educação ambiental, incentivar a pesquisa e num todo fazer a interação com a comunidade regional. Está situado a 8 km de Uruaçu, Goiás, a 282 km de Goiânia,  indo pela rodovia GO-237 que liga Uruaçu a Niquelândia. Construído com recursos da prefeitura e Universidade Católica de Goiás, com apoio dos Ministérios do Turismo, Integração Nacional e Cultura, através da lei Rouanet com Furnas, Mineração Anglo American, Caixa Econômica Federal e  ainda recursos de emendas parlamentares. É mantido pela Fundação Serra da Mesa e convênio com a Prefeitura de Uruaçu.

## Objetivo
Desde o início de sua implantação, em 2004, o memorial cumpre seu objetivo envolvendo toda a comunidade da região de Serra da Mesa, se tornando o ponto de encontro da cultura regional onde toda manifestação folclórica tem nele suporte para suas apresentações. As escolas particulares e públicas e universidades, além dos variados espaços contam também com o Centro Cultural – um auditório para 300 pessoas com estrutura suficiente para atender todos tipos de clientes e eventos.

## Estrutura
Desde o pórtico de entrada o memorial já resume com frases e desenhos a história da ocupação pelos primeiros habitantes da região. No museu em forma de dinossauro estão expostos pedras, fósseis, animais que contam toda a história evolutiva da terra e do homem desde o período geológico até os dias atuais, com objetivo de conscientizar quando à preservação do meio ambiente, principalmente a água.
Os espaços reconstruídos são: uma gruta pré-histórica, aldeia indígena, cidade cenográfica, quilombo, vila operária, fazenda tradicional, bordel e uma grande área de camping.

## Funcionamento
Em datas especiais todos espaços funcionam normalmente e os artistas são os próprios moradores da região de Serra da Mesa. O sentido do memorial é levar para crianças e jovens de forma concreta o modo de vida do homem primitivo desde o índio, o agricultor, o marceneiro, o carreiro, a tecedeira, a benzedeira e outros. Essa memória preservada pode formar cidadãos conscientes de seu papel consigo mesmo e com a natureza. Esse espaço é privilegiado com a visão do lago que de um lado mostra o progresso com a geração de energia elétrica e de outro a visão da memória do homem do cerrado, da história que ficou debaixo das águas incluindo as matas, os animais e as pedras. A visitação se torna numa grande aula interdisciplinar e todos que passam pelo local se emocionam, interagindo e  assim o Memorial cumpre sua verdadeira intenção que é conscientizar, salvaguardar e divulgar a cultura regional. A visitação é de terça a domingo e consta de um público escolar local e cidades vizinhas além dos turistas de todo o Brasil.

## Galeria

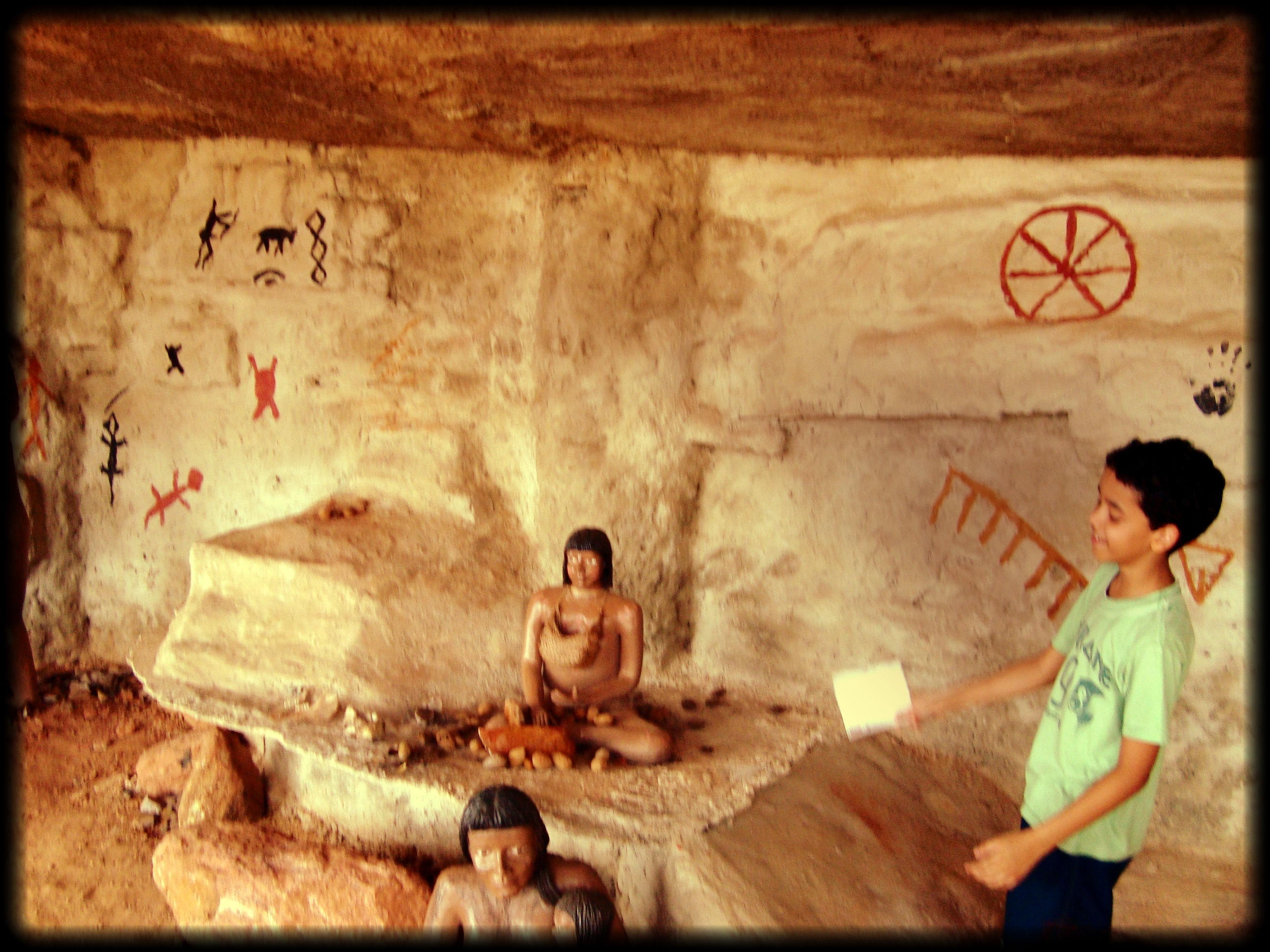
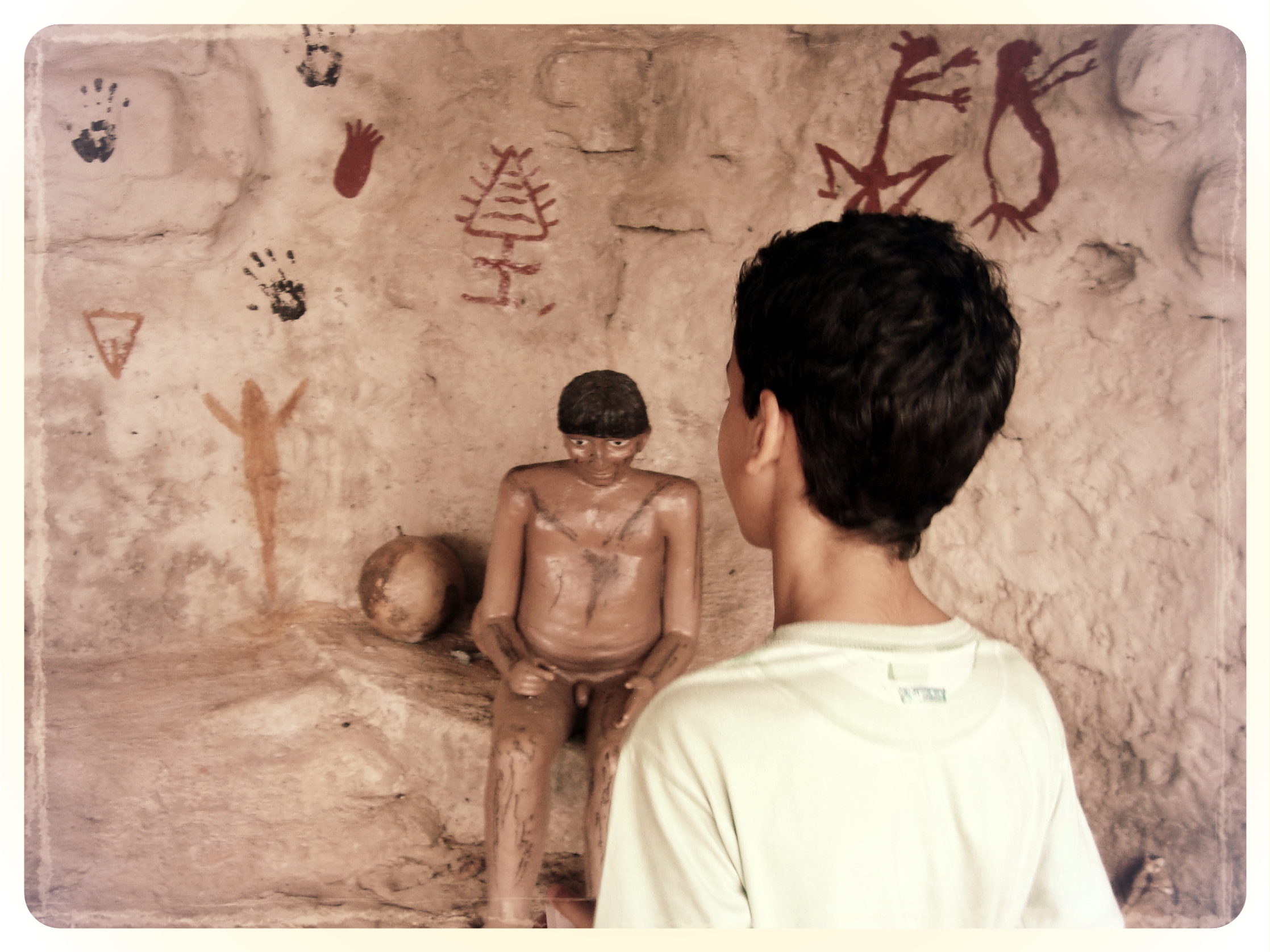
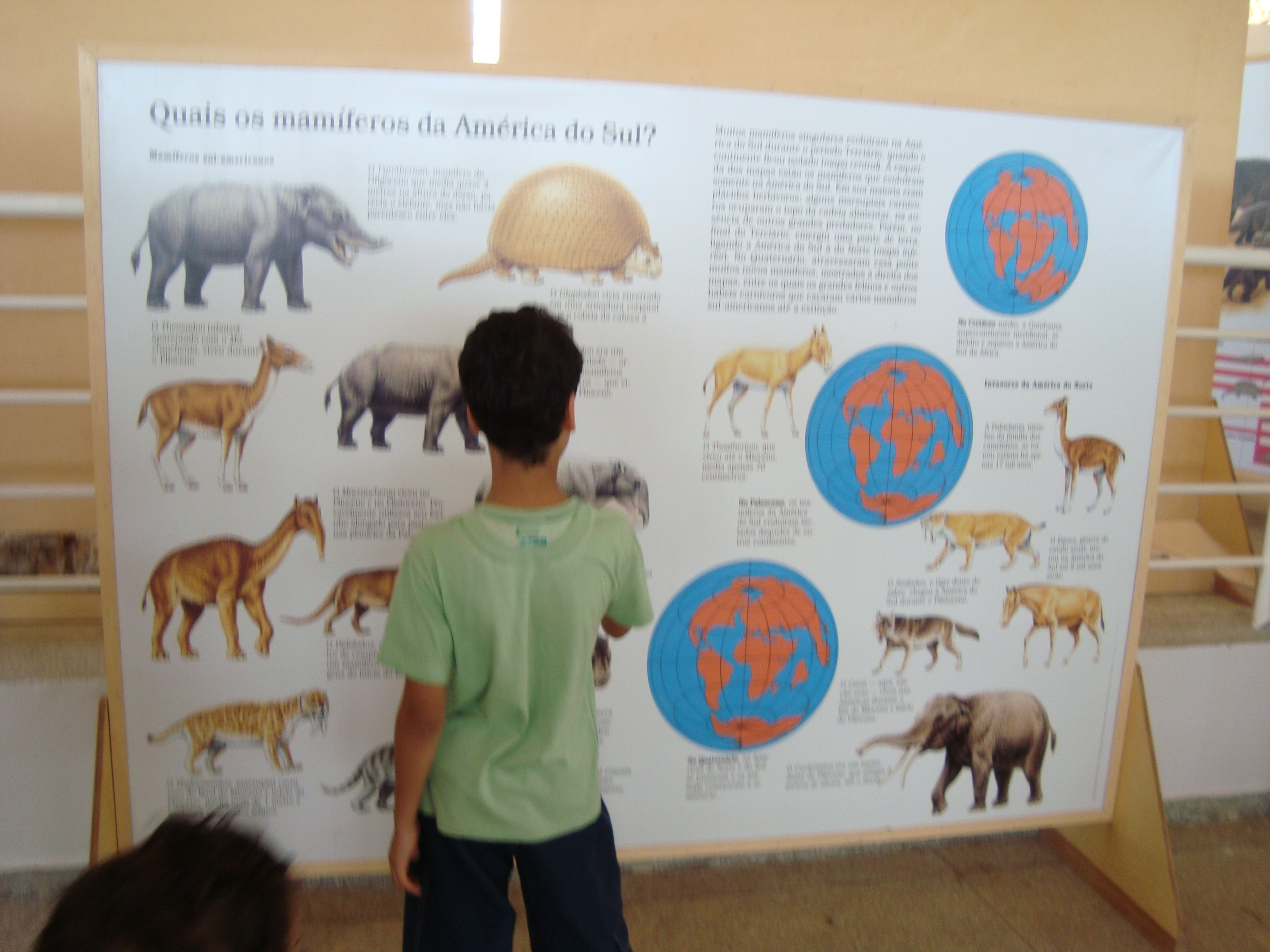
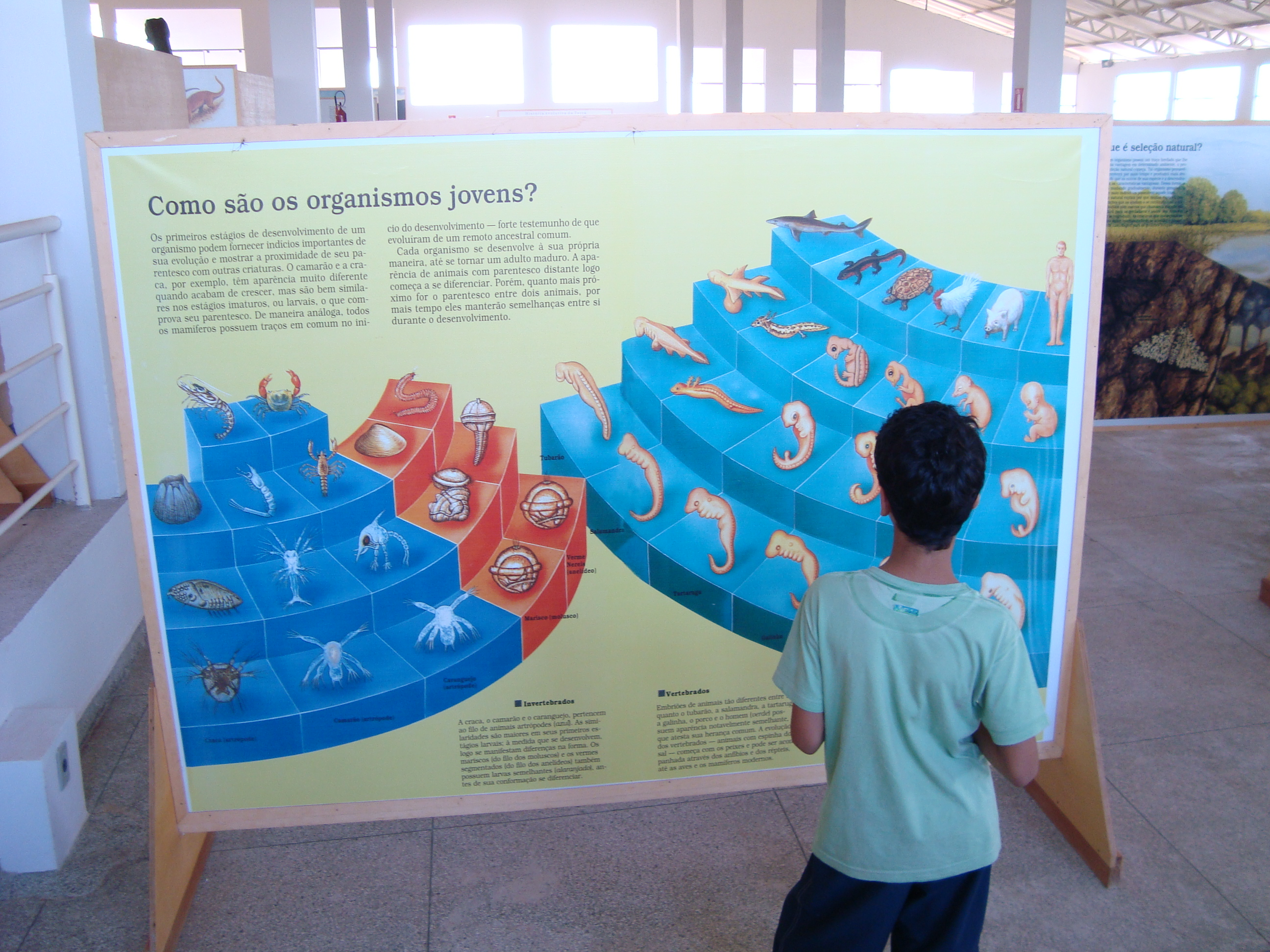
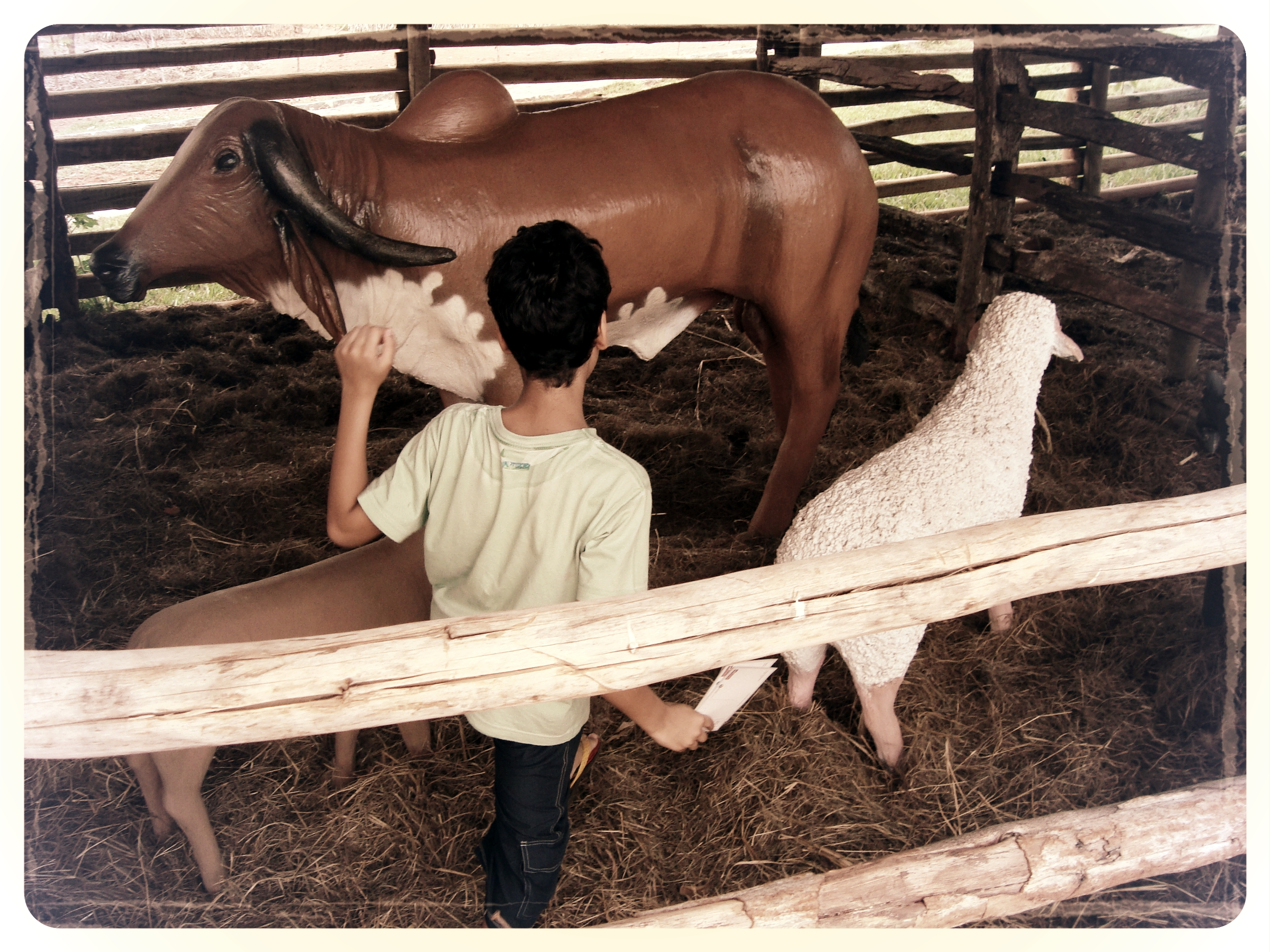
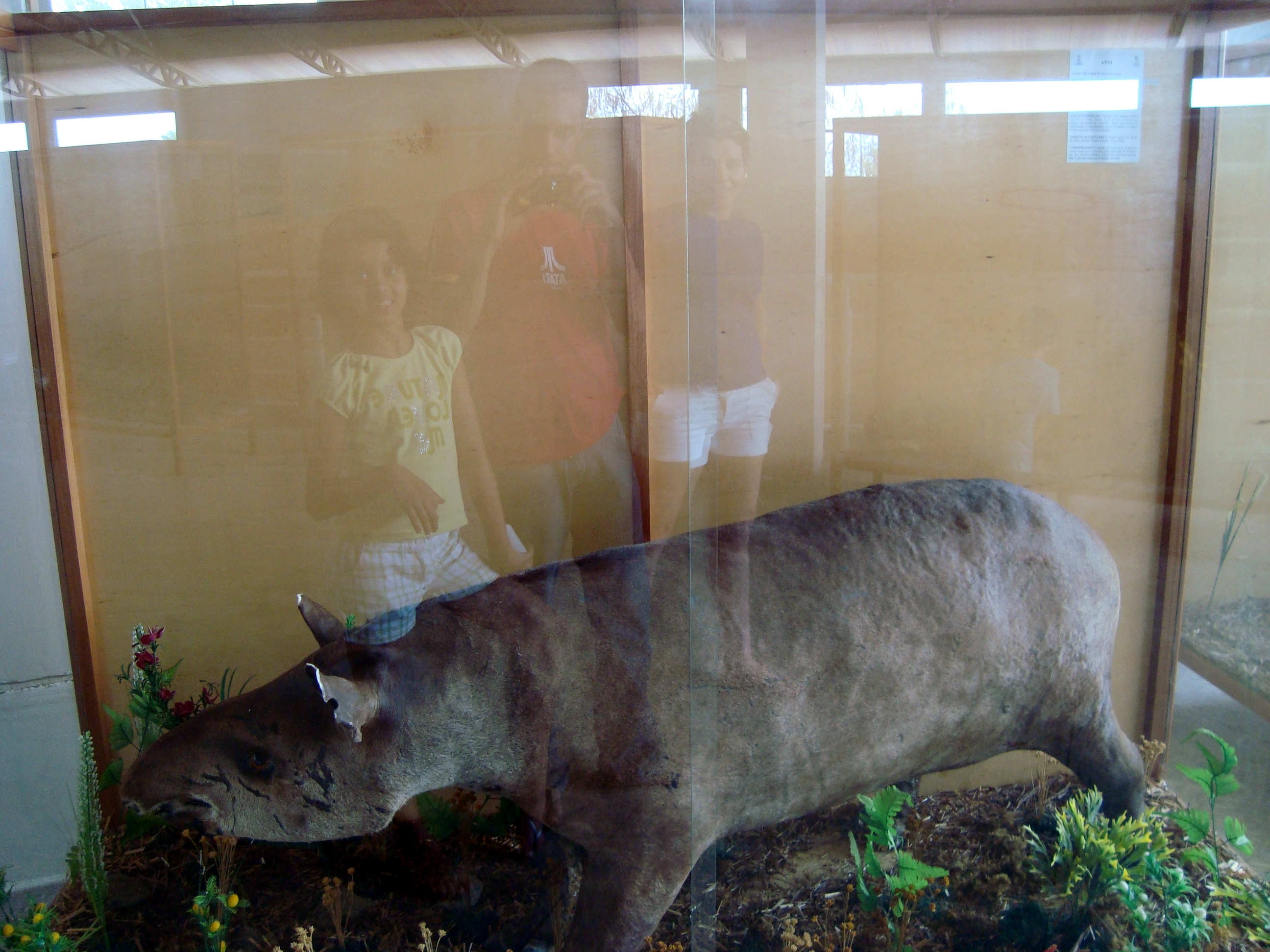
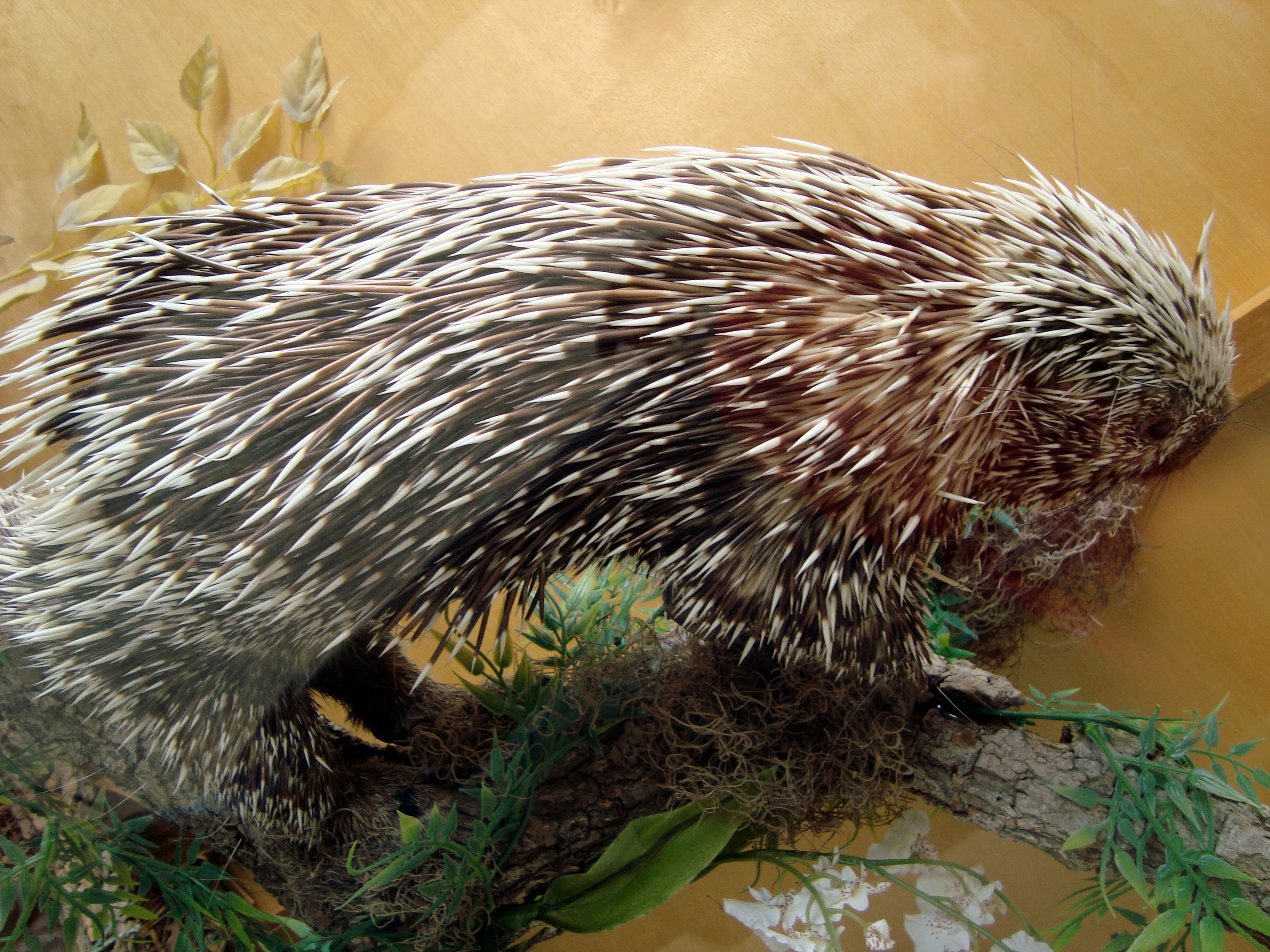
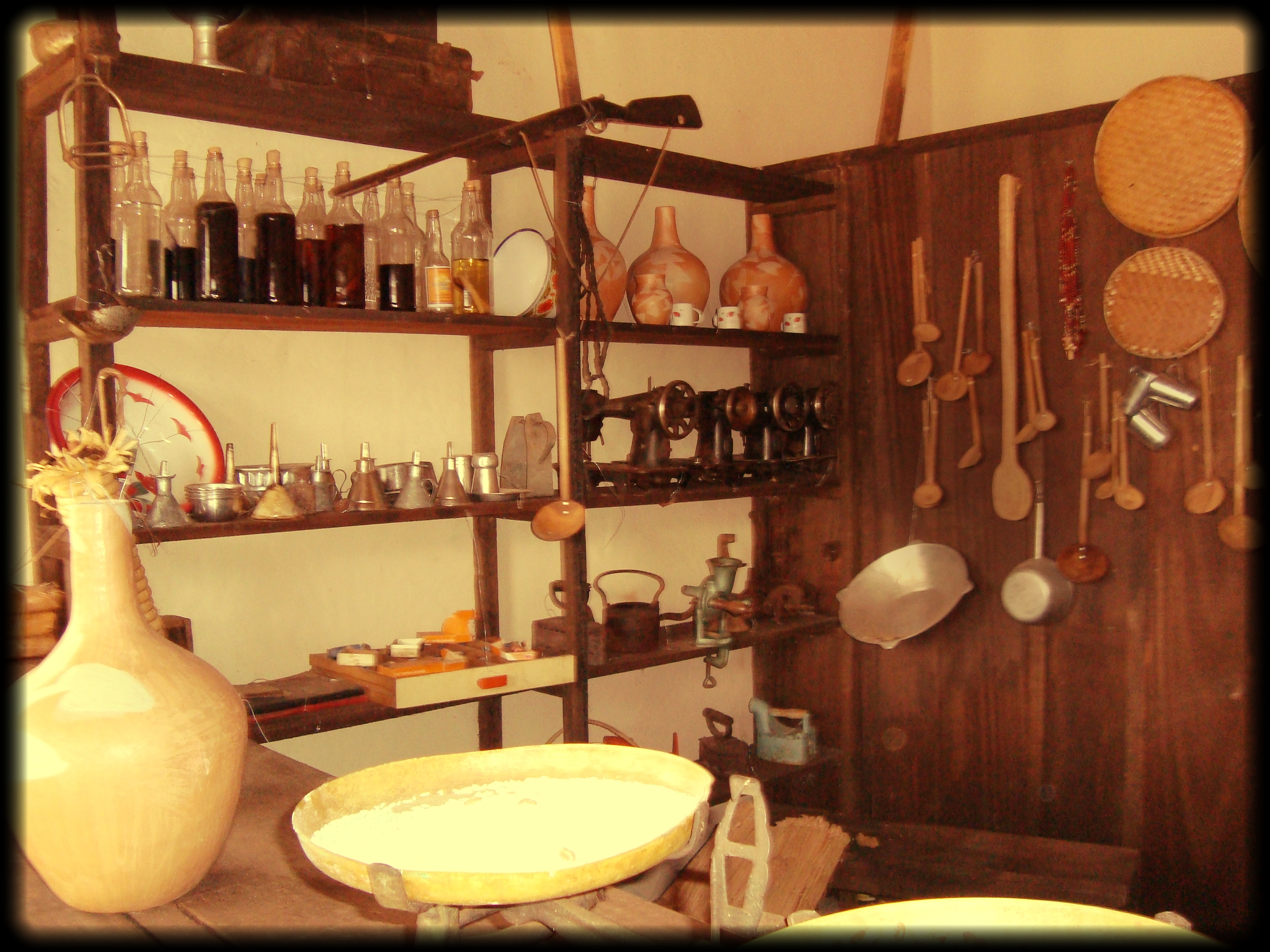